# Felícia magyar királyné
Hauteville-i Felícia, gyakran Szicíliai Felícia, tévesen Buzilla (Szicília, 1076 körül – Székesfehérvár, 1110 körül) szicíliai normann hercegnő. Apja I. Roger szicíliai gróf, anyja Mortaini Eremburga. Könyves Kálmán király első feleségeként Magyarország királynéja 1097 és 1110 között. Felíciát sokáig tévesen Buzillának nevezte a magyar történettudomány a pucelle/puella (olasz: szűz) szó helytelen olvasása miatt.

## Élete
Felícia királyné 1076 körül született a normann Hauteville-házba. Apja I. Roger szicíliai gróf, anyja Mortaini Eremburga, Vilmos mortaini gróf leánya. 1097 májusában Székesfehérvárott Kálmán királlyal kötött házassága a magyarok és a Szicíliát megszálló normannok szövetségét erősítette a Velencei Köztársaság horvátországi terveivel szemben. Hóman Bálint szerint Kálmán király első házassága volt az Árpád-ház uralkodóinak első olyan házassági kapcsolata, amely már nem német, hanem más nyugat-európai családi kapcsolatokon nyugodott. Első gyermekük, Zsófia 1100-ban született. László és István gyermekük 1101-ben született. Előbbi 1112-ben meghalt, utóbbi 1116-ban követte apját a trónon.

### Halála
Felícia valószínűleg 1110-ben halt meg Fehérvárott, bár egyesek szerint halálának ideje az 1102 és az 1110 közötti évek bármelyikére eshet. A fehérvári Nagyboldogasszony-bazilikában temették el. Kálmán 1112-ben nősült meg másodszor: II. Vlagyimir kijevi nagyfejedelem leányát, Eufémiát vette feleségül.

## Gyermekei
- Zsófia (1100-1125), Saul bihari ispán felesége;
- István (1101-1131), későbbi magyar király (1116-1131);
- László (1101–1112).

## Sírja
A királynét a székesfehérvári koronázóbazilikában temették el. 1116-ban mellétemették Könyves Kálmánt is. Csontjaikat a 19-20. században zajló feltárások során nem sikerült egyértelműen azonosítani, azonban egyes feltételezések szerint az 1848 decemberében feltárt érintetlen királysírban Felícia és Kálmán nyugodott. Akkor a sír elhelyezkedése alapján III. Bélának és Châtillon Anna királynénak tulajdonították a maradványokat. A csontok és a sírmellékletek a Nemzeti Múzeumba kerültek. A maradványokat 1898-ban Ferenc József király saját pénzén újratemettette a budapesti Mátyás-templomban. A feltételezések alapját a sírmellékletek lehetséges Kálmán-korabeli datálása és a király kezében hagyott körmeneti kereszt jelenti. Az ilyen feszületeket csak főpapok sírjába volt szokás elhelyezni, és tudva levő, hogy a magyar királyok közül egyedül Kálmán volt megkoronázása előtt felszentelt főpap, egészen pontosan nagyváradi, majd egri püspök.

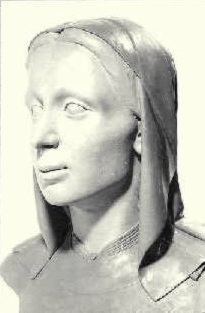
A sírban talált nő arcrekonstrukciója
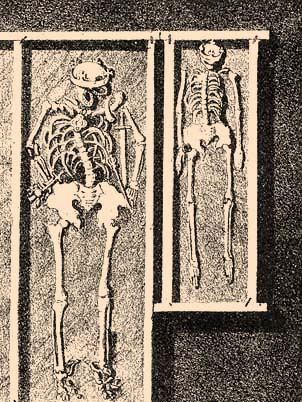
A királyi pár 1848-as megtalálásakor
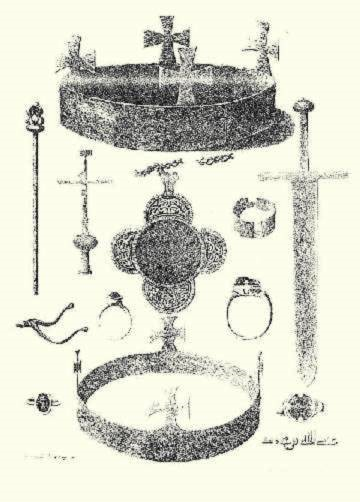
A sírban talált ékszerek, 1853-as rajz
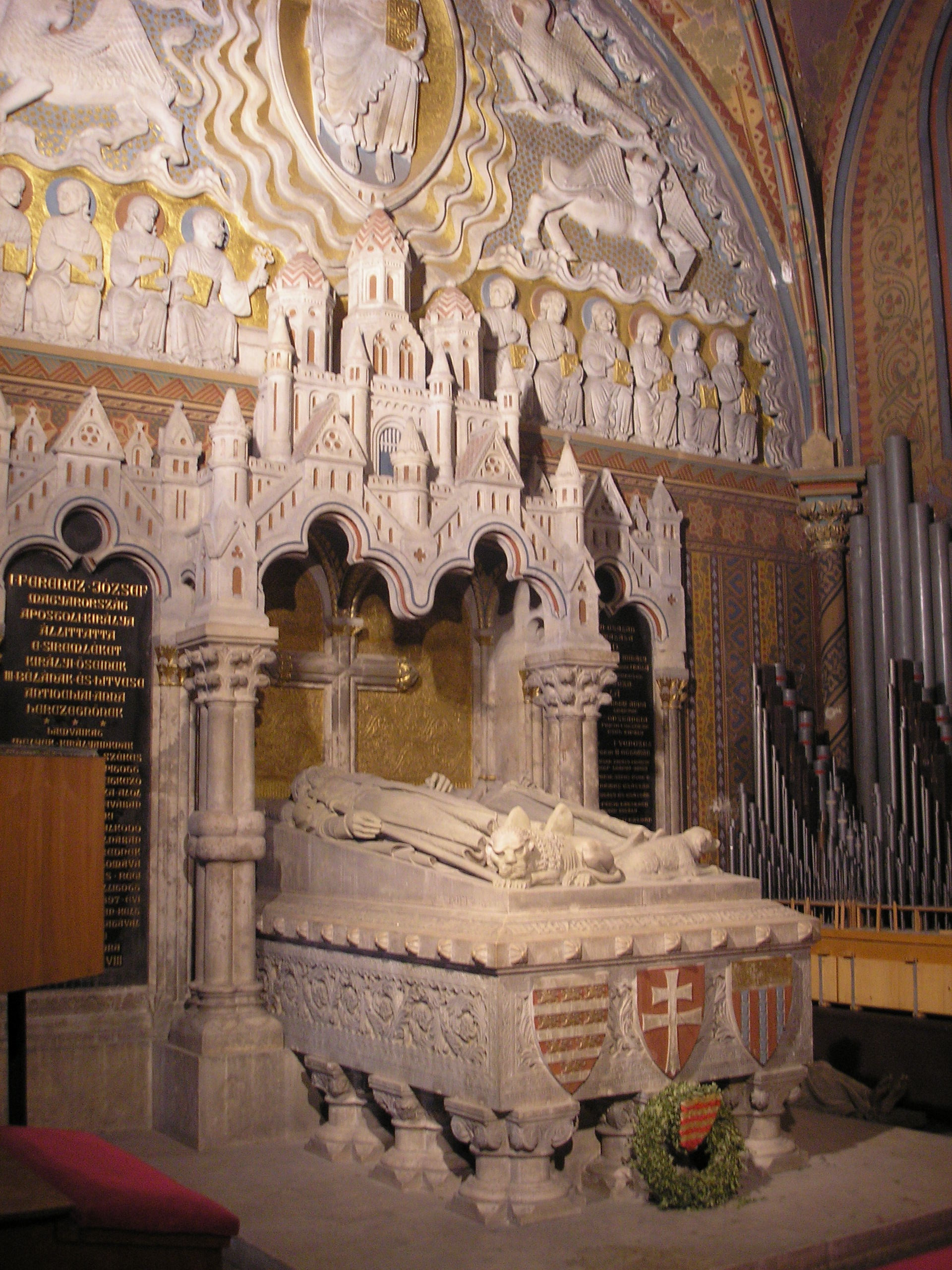
A királyi pár jelenlegi nyughelye. Mátyás-templom, Budapest